# 椎名仙卓
椎名 仙卓（しいな のりたか、1930年12月8日 - ）は、日本の博物館学・博物館史学者。
千葉県山武郡大網白里町（現大網白里市）生まれ。國學院大學文学部卒。佐渡博物館勤務、国立科学博物館勤務、図書館長、教育普及事業を担当。千葉大学図書館情報サービス課長、聖徳大学川並記念図書館副館長。財団法人佐渡博物館参与。八千代市郷土博物館協議会委員。1965年棚橋賞受賞。

## 著書
- 『日本博物館発達史』雄山閣出版 1988
- 『モースの発掘 日本に魅せられたナチュラリスト』恒和出版 1988
- 『明治博物館事始め』思文閣出版 1989
- 『図解博物館史』雄山閣出版 1993
- 『大正博物館秘話』論創社 2002
- 『日本博物館成立史 博覧会から博物館へ』雄山閣 2005
- 『近代日本と博物館 戦争と文化財保護』雄山閣 2010
- 『博物館の災害・事件史』雄山閣 2010

### 共編著
- 『博物館ハンドブック』加藤有次共編 雄山閣出版 1990
- 『博物館学年表 法令を中心に 1871-2012』青柳邦忠共著 雄山閣 2014

## 論文
- 椎名仙卓